# Epigynopteryx immaculata
Epigynopteryx immaculata är en fjärilsart som beskrevs av W. Warren 1903. Epigynopteryx immaculata ingår i släktet Epigynopteryx och familjen mätare. Inga underarter finns listade i Catalogue of Life.